# Судосевське сільське поселення
Судо́севське сільське поселення (рос. Судосевское сельское поселение) — муніципальне утворення у складі Великоберезниківського району Мордовії, Росія. Адміністративний центр — село Судосево.

## Історія
Станом на 2002 рік існували Гартівська сільська рада (село Гарт) та Судосевська сільська рада (село Судосево).

## Населення
Населення — 538 осіб (2019, 573 у 2010, 697 у 2002).

## Склад
До складу поселення входять такі населені пункти:
| Населений пункт | Населення, осіб (2002) | Населення, осіб (2010) |
| --------------- | ---------------------- | ---------------------- |
| Гарт, село      | 174                    | 161                    |
| Судосево, село  | 523                    | 412                    |